# かわいい毒草
『かわいい毒草』（かわいいどくそう、Pretty Poison）は1968年のアメリカ合衆国の映画。主演はアンソニー・パーキンスとチューズデイ・ウェルド。第34回ニューヨーク映画批評家協会賞にて脚本賞を受賞した。
本作でパーキンス演じる役は『サイコ』で演じた役（ノーマン・ベイツ）に似ている部分があり、『サイコ』の続編的な作品と扱われることがある。

## キャスト
※括弧内は日本語吹替（初回放送1973年1月20日『土曜映画劇場』）
- デニス・ピット：アンソニー・パーキンス（山田康雄）
- スー・アン・ステパネク：チューズデイ・ウェルド
- ステパネク夫人：ビバリー・ガーランド
- モートン・アゼナウアー：ジョン・ランドルフ
- バッド・ムンシュ：ディック・オニール
- ブロンソン夫人：クラリス・ブラックバーン
- ピート：ジョセフ・ボーヴァ
- ハリー・ジャクソン：ケン・カーチェヴァル
- 探偵：ドン・フェロウズ

## スタッフ
- 監督：ノエル・ブラック
- 製作：マーシャル・バックラー、ノエル・ブラック
- 製作総指揮：ローレンス・ターマン
- 原作：ステファン・ジェラー
- 脚本：ロレンツォ・センプル・Jr
- 撮影：デヴィッド・クエイド
- 編集：ウィリアム・H・ジーグラー
- 音楽：ジョニー・マンデル